# Fiano Romano
Fiano Romano là một đô thị trong tỉnh Roma, vùng Lazio, Ý. Đô thị này có diện tích 41 km2, dân số thời điểm năm 2001 là 8313 người. Fiano Romano có cự ly km về phía so với thủ đô Roma.